# Джордж Меріон-молодший
Джордж Меріон-молодший (англ. George Marion Jr.; 30 серпня 1899, Бостон — 25 лютого 1968, Нью-Йорк) — американський сценарист. Він написав сценарії для 106 фільмів між 1925 і 1947 роками.
Він народився у Бостоні, штат Массачусетс, а помер в Нью-Йорку, від серцевого нападу. Його батько Джордж Ф. Меріон (1860—1945) був театральним актором, режисером і кіноактором, якого найкраще пам'ятають як батька Грети Гарбо у фільмі Анна Крісті (1930).

## Вибрана фільмографія
- Орел / The Eagle (1925)
- Пастка / Mantrap (1926)
- Герцогиня Буффало / The Duchess of Buffalo (1926)
- Дама з камеліями / Camille (1926)
- Син шейха / The Son of the Sheik (1926)
- Міс Ніхто / Miss Nobody (1926)
- Чарівне полум'я / The Magic Flame (1927)
- Маленька подорож / A Little Journey (1927)
- Спеціальна доставка / Special Delivery (1927)
- Це / It (1927)
- Підземний світ / Underworld (1927)
- Два арабські лицарі / Two Arabian Knights (1927)
- Венера Венеції / Venus of Venice (1927)
- Зараз ми в повітрі / Now We're in the Air (1927)
- Коктейль Мангеттен / Manhattan Cocktail (1928)
- Леді з мафії / Ladies of the Mob (1928)
- Буря / Tempest (1928)
- Це рай / This Is Heaven (1929)
- З області фантастики / Let's Go Native (1930)
- Люби мене сьогодні / Love Me Tonight (1932)
- Веселе розлучення / The Gay Divorcee (1934)
- Метрополітен / Metropolitan (1935)
- Баронеса і її слуга / The Baroness and the Butler (1938)
- Гладіатор / The Gladiator (1938)
- Ти не можеш обдурити чесну людину / You Can't Cheat an Honest Man (1939)
- Занадто багато дівчат / Too Many Girls (1940)